# 둥헝이
둥헝이(중국어: 董蘅毅, 병음: Dǒng Héngyì, 1988년 3월 25일 ~ )는 중국의 축구 선수로, 현재 우한 줘얼 골키퍼이다. 2013년까지는 둥춘위(중국어: 董春雨, 병음: Dǒng Chūnyǔ)라는 이름으로 활약하였으며 2014년 현재의 이름인 둥헝이로 개명하였다.